# Oděv vrcholného středověku

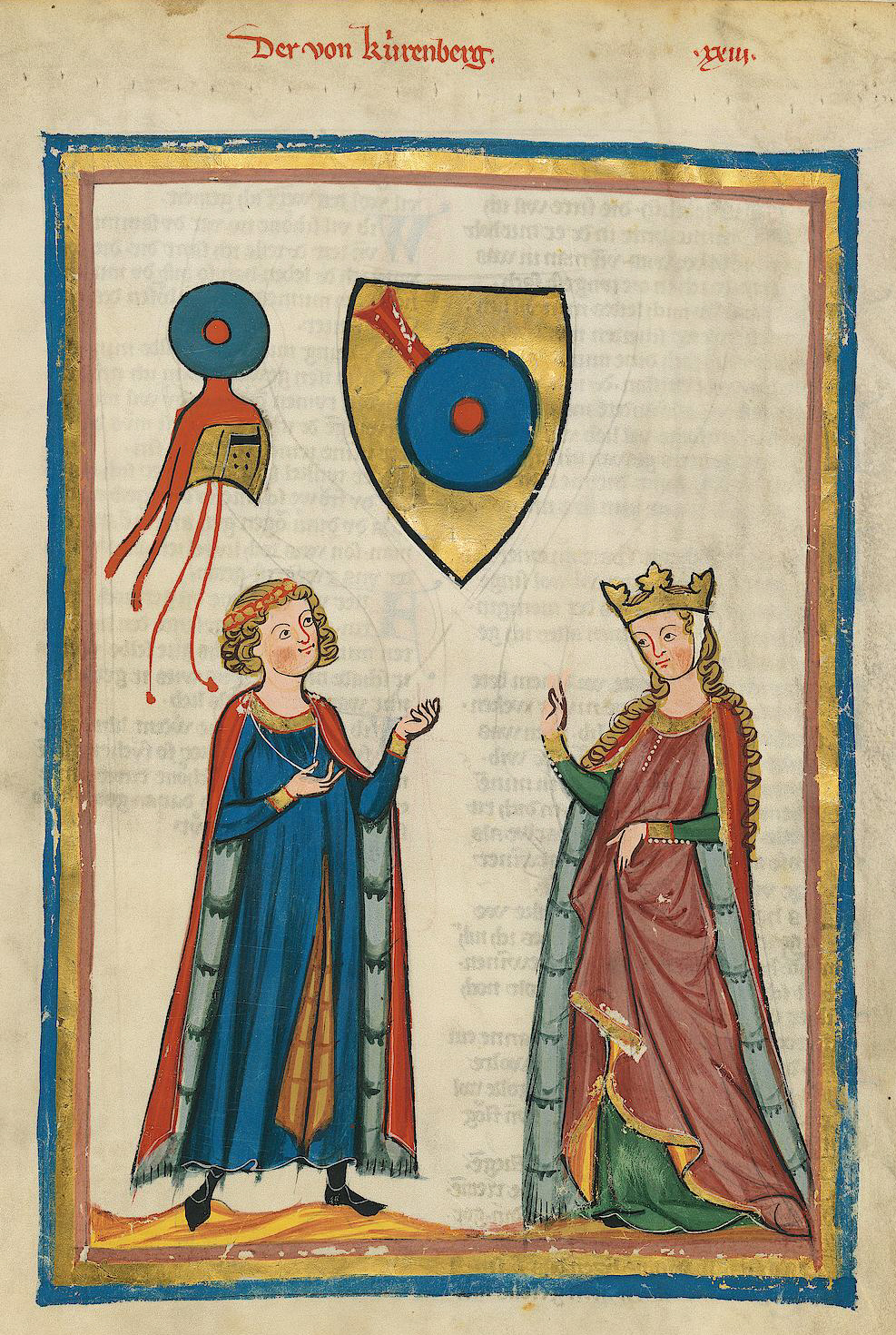
Codex Manesse, cca 1310

Oděv vrcholného středověku procházel postupným vývojem. Navazuje na volný raně středověký oděv, postupem desetiletí se stává vypasovanějším. O jeho podobě se dozvídáme z dobových pramenů (obrazy, ilustrace, sochy, literární prameny) i ze zachovaných nálezů (kterých ale není mnoho).
Základem oděvu mužů i žen byl dvouvrstvý šat, obvykle lněná spodní tunika (cotte, košile) a svrchní vlněná tunika (surcot). Cotte mělo dlouhý rukáv, u žen bylo v délce na zem, u mužů se postupně zkracovalo z délky ke kotníkům v ranějších fázích po délku těsně pod zadek koncem vrcholného středověku. Díky vrstvení šlo reagovat na změny teplot. V létě se nosil surcot spíše lněný (hedvábný u vysoce postavených), v zimě vlněný. Rukávy podléhaly značně módním vlivům, buďto mohly být zúženy zapínáním pomocí mnoha knoflíčků, aby těsně obepínaly předloktí, nebo byly v módě široké rukávy, které přecházely i v přívěsky zvané pachy. Pod cotte nosívala ještě spodní košilka. Oděv se nosil přepásán páskem, na kterém byl zavěšen např. růženec, nůž či nejrůznější tašvice a váčky, protože oblečení nemělo kapsy. V chladném období se přes oděv nosíval buďto plášť či různé typy kabátů (karnáč, gardecorps, houpelande…). Oděv býval zdoben v závislosti na movitosti nositele, používalo se například vyšívání, lemování kožešinami, stuhami a karetkami, našívání korálků či jiných ozdob. Při práci bylo obvyklé nosit zástěru.
Na nohy se oblékaly nespojené nohavice, které se přivazovaly k opasku. Měly buďto kryté i chodidlo, nebo končily pod kotníkem, občas měly pásek pod chodidlem jako kamaše. Kalhoty se spojenými nohavicemi se nenosily. Jako spodní prádlo sloužily bruchy nebo hace. Funkci ponožek plnily buďto nohavice s ťapkami, nebo onuce či ovinky.
Boty byly kožené, zprvu s vnějším šitím, později obrácené s švem uvnitř. Tvar boty obvykle kopíroval chodidlo. Boty s dlouhými špičkami byly pouze módním výstřelkem jedné éry středověku. Podle určení byly boty buď nízké, kotníkové či vysoké. Dřeváky se obouvaly přes boty a sloužily jako ochrana bot před blátem. Nosily se i jednodušší boty, jako krpce.
Hlava se nosila většinou pokrytá, i když to nebylo striktním pravidlem, například mladé dívky nosívaly i účesy bez závoje. Ženy obvykle nosily hlavu pokrytou šátkem, závojem ze lnu či hedvábí nebo síťkou. Závoj držel na hlavě díky přišpendlení k páskům (okolo hlavy – fillet, pod bradou – barbet) ozdobnými špendlíky. Muži nosívali obvykle lněnou čapku (coif) popř. klobouk. Před chladem chránila kukla (kápě), která kryla nejen hlavu, ale i ramena a krk (neboť středověký oděv neměl límec).